# Musa Doğan
Musa Doğan ( 1950 - ) es un botánico, y curador de museo turco.

## Algunas publicaciones

### Libros
- ---------, devlet planlama Teşkilatı. 1997. Eğitim ve katılım (Educación y participación). Ed. T.C. Başbakanlık Devlet Planlama Teşkilatı. 46 pp. ISBN 9751917026
- 1997. Ulusal çevre eylem planı: eğitim ve katılım (Plan nacional de acción ambiental: la educación y la participación). Ed. DPT. 46 pp. ISBN 9751917026
- Jean-José Frappa, Musa Doğan. 1999. Selânik'te bir İsmail +: a Salonique sous l'œil des dieux : roman. Ed. Türk Edebiyatı Vakfı Yayınları. 232 pp. ISBN 9757594377
- hakan mete Doğan, musa Doğan. 2003. Understanding and modeling plant biodiversity of Nallıhan (A3-Ankara) forest ecosystem by means of geographic information systems and remote sensing. Ed. Metu. 164 pp.

- La abreviatura «Doğan o Dogan» se emplea para indicar a Musa Doğan como autoridad en la descripción y clasificación científica de los vegetales.[1]